# Pedaliodes praxithea
Pedaliodes praxithea är en fjärilsart som beskrevs av William Chapman Hewitson 1870. Pedaliodes praxithea ingår i släktet Pedaliodes och familjen praktfjärilar. Inga underarter finns listade i Catalogue of Life.

## Bildgalleri

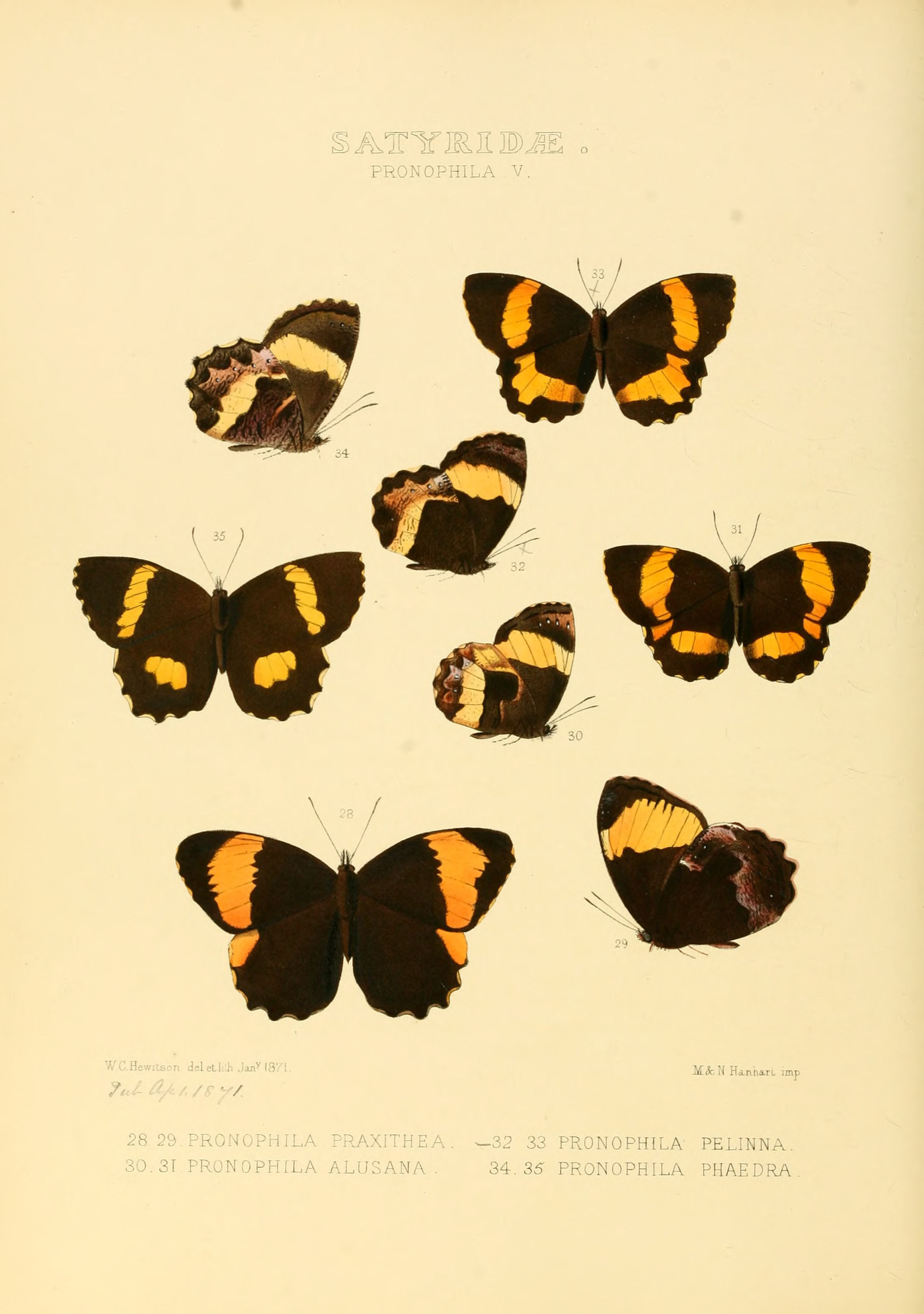